# 金銭債権
金銭債権（きんせんさいけん）とは、金銭の引渡しを目的とする債権をいう。広義には金額債権と金種債権の双方を含み、狭義には金額債権のみを指す。
- 民法は、以下で条数のみ記載する。

## 金額債権
金額債権とは、一定額の金銭の支払を目的とする債権をいう。金銭債権の多くは金額債権であり、通常、「金銭債権」という場合には金額債権を指す。
金額債権の履行においては、強制通用力が認められた各種の通貨（法貨）で弁済することができる（402条1項本文）。日本の場合、日本銀行券には無制限の強制通用力が認められており（日本銀行法第46条）、貨幣（硬貨）の場合には額面価格の20倍まで強制通用力を持つ（通貨の単位及び貨幣の発行等に関する法律［条文］第7条）。したがって、例えば、債務者が千円紙幣で500万円の金額債権の全額を弁済した場合には債権者はそれを受領することを拒絶できない一方、債務者が一円硬貨で500万円の金額債権の全額を弁済しても21円以上の部分については債権者は受領を拒絶することができる（もちろん債権者は受領することもできるが、強制通用力の限度以上の部分については法律上受領を強制されるものではないから受領は任意である）。以上のように金額債権の履行には、強制通用力が認められた各種の通貨（法貨）で弁済することができるが、当事者間の合意で債務者が一定種類の通貨により弁済する特約をすることはできる（この場合には以下の相対的金種債権となる）。
金銭は純粋な価値そのものであることから、金額債権には以下のような特質がある。
1. 種類債権における目的物の特定を観念できない。
2. 履行不能にはならない。
3. 貨幣価値が低下しても原則として補填する必要がない（ただし、事情変更の原則など極めて例外的に補填が認められる余地がある）。
4. 損害賠償の額（遅延損害金）は、年5分の法定利率によって定める（419条1項、404条）[注 2]。
5. 損害賠償（遅延損害金）については、債権者は損害の証明をすることを要しない（419条2項）。
6. 損害賠償については、債務者は不可抗力をもって抗弁とすることができない（419条3項）。

## 金種債権
特殊な金銭債権として金種債権と呼ばれるものがあり、これには相対的金種債権と絶対的金種債権がある。

### 相対的金種債権
相対的金種債権とは、特定の種類の金銭の一定量の給付を目的とする債権をいう。例えば取引の便宜を考慮して当事者間で債務者は500万円の金銭債務の全額を一万円紙幣で弁済することと特約した場合などであり、この場合には債務者は全額を一万円紙幣で弁済しなければならず他種の通貨（五千円紙幣や千円紙幣など）を用いて弁済することはできない（402条1項但書）。相対的金種債権は特定の種類の金銭により弁済しなければならないが、特定の種類の金銭の範囲内であればいずれの金銭で支払ってもよい（一万円紙幣で支払うという内容の場合には一万円紙幣そのものに個性はないから、金庫の中にあった一万円紙幣か、預金から引き出した一万円紙幣かなどは全く関係なく、どの一万円紙幣で支払ってもよい）から、なお純粋な価値の給付という性質は残っている。相対的金種債権には金額債権と同様に個性のない純粋な価値の給付としての性質をなお帯びているので、債権の目的物である特定の種類の通貨が弁済期に強制通用力を失っているときは債務者は他の通貨で弁済しなければならない（402条2項）。

### 絶対的金種債権
絶対的金種債権とは、収集の目的などから特定の種類の金銭（骨董的・記念的貨幣）の給付を目的としている債権である。例えば金銭の収集家の五百円記念硬貨3枚の売買や昭和64年発行の1円硬貨10枚の売買などがこれにあたる。絶対的金種債権は収集目的などから特定の種類の貨幣の引渡しを内容としているものであり、同等の価値を他の種類の金銭で履行されたとしても本旨弁済となりえない。したがって、絶対的金種債権は額面上の純粋な価値の給付という金銭債権の特質を完全に失っているから通常の種類債権と同様の扱いを受け、相対的金種債権とは異なり強制通用力を失っている場合にも債務者は契約に定められた種類の貨幣で履行しなければならない。

## 特定金銭債権
特定金銭債権とは、金銭の給付を目的とする債権ではあるが当事者間で目的物が特定されている場合の債権である。例えば債権者が金銭の種類を指定するのではなく、「陳列棚のこの記念硬貨」などと目的物を特定して売買する場合である。特定金銭債権は特定物債権の一種である。

## 外貨建金銭債権
外貨建金銭債権とは、外国の通貨で債権額を指定した金銭債権をいう。外貨建金銭債権において債務者は履行地における為替相場により日本の通貨で弁済できる（403条）。ただし、403条は任意法規であるから、当事者間でこれを排除して債務者は特定の通貨で弁済しなければならないと特約することもできる（この場合には特約で定められた通貨で弁済することを要する）。